# Silver Link
SILVER LINK., Inc. (Nhật: 株式会社シルバーリンク Hepburn: Kabushiki Gaisha Shirubā Rinku) là một xưởng phim hoạt hình Nhật Bản được thành lập bởi Kaneko Hayato vào tháng 12 năm 2007. Đây là công ty con sở hữu toàn bộ của Asahi Broadcasting Group Holdings.

## Lịch sử
Silver Link được thành lập vào tháng 12 năm 2007 bởi Hayato Kaneko, một nhân viên cũ từ hãng phim Frontline. Năm 2012, công ty con CONNECT, Inc được thành lập để đồng sản xuất một số tựa anime với Silver Link. Silver Link cũng sở hữu công ty con BEEP làm việc với vai trò nhà thầu phụ, nhưng đã bị sáp nhập vào Silver Link từ năm 2016.
Vào ngày 17 tháng 7, 2020, Connect được sáp nhập vào Silver Link và bị giải thể, tất cả quyền và nghĩa vụ của Connect được chuyển đến Silver Link. Tuy vậy, Connect vẫn tiếp tục hoạt động với tư cách là chi nhánh của Silver Link.
Vào ngày 3 tháng 8, 2020, Asahi Broadcasting Group Holdings đã ký một thỏa thuận để mua lại Silver Link với mức giá 250 triệu yên.
Vào ngày 1 tháng 10, 2020, công ty đổi tên thành SILVER LINK. Asset Management Co., Ltd., hoạt động sản xuất hoạt hình của công ty được tách ra và chuyển đến một công ty khác là SILVER LINK., Inc.

## Tác phẩm

### Phim truyền hình
| Năm phát sóng | Tên                                                                              | Đạo diễn                                 | Số tập | Chú thích                                                                                          |
| ------------- | -------------------------------------------------------------------------------- | ---------------------------------------- | ------ | -------------------------------------------------------------------------------------------------- |
| 2009          | Tayutama: Kiss on my Deity                                                       | Motonaga Keitarō                         | 12     | Chuyển thể từ visual novel cùng tên bởi Lump of Sugar.                                             |
| 2010          | Baka to Test to Shōkanjū                                                         | Ōnuma Shin                               | 13     | Chuyển thể từ light novel cùng tên sáng tác bởi Inoue Kenji.                                       |
| 2011          | Baka to Test to Shōkanjū Ni!                                                     | Ōnuma Shin                               | 13     | Phần hai của bản anime Baka to Test to Shōkanjū.                                                   |
| 2011          | C³                                                                               | Ōnuma Shin                               | 12     | Chuyển thể từ light novel cùng tên viết bởi Minase Hazuki.                                         |
| 2012          | Tasogare Otome x Amnesia                                                         | Ōnuma Shin Sakamoto Takashi              | 12     | Chuyển thể từ manga sáng tác bởi Maybe.                                                            |
| 2012          | Chitose Get You!!                                                                | Sano Takao                               | 26     | Chuyển thể từ yonkoma manga cùng tên của Mashima Etsuya.                                           |
| 2012          | Kokoro Connect                                                                   | Ōnuma Shin Kawatsura Shin'ya             | 13     | Chuyển thể từ light novel cùng tên của Anda Sudanatsu.                                             |
| 2012          | Onii-chan dakedo Ai sae Areba Kankei Nai yo ne!                                  | Keiichirō Kawaguchi                      | 12     | Chuyển thể từ light novel cùng tên của Suzuki Daisuke.                                             |
| 2012          | Kokoro Connect: Michi Random                                                     | Ōnuma Shin Kawatsura Shin'ya             | 4      | Bốn tập cuối của Kokoro Connect.                                                                   |
| 2013          | Watashi ga Motenai no wa Dō Kangaetemo Omaera ga Warui!                          | Ōnuma Shinkim                            | 12     | Chuyển thể từ manga cùng tên của Tanigawa Nico.                                                    |
| 2013          | Fate/kaleid liner Prisma Illya                                                   | Ōnuma Shin Sakamoto Takashi Minato Mirai | 10     | Chuyển thể từ manga cùng tên của Hiroyama Hiroshi.                                                 |
| 2013          | Strike the Blood                                                                 | Sano Takao Yamamoto Hideyo               | 24     | Chuyển thể từ light novel cùng tên của Mikumo Gakuto, đồng sản xuất với CONNECT.                   |
| 2013          | Non Non Biyori                                                                   | Kawatsura Shin'ya                        | 12     | Chuyển thể từ manga cùng tên của Atto.                                                             |
| 2014          | No-Rin                                                                           | Ōnuma Shin                               | 12     | Chuyển thể từ light novel cùng tên của Shiratori Shirō.                                            |
| 2014          | Fate/kaleid liner Prisma Illya 2wei!                                             | Ōnuma Shin Jinbo Masato                  | 10     | Phần tiếp theo của Fate/kaleid liner Prisma Illya.                                                 |
| 2014          | Rokujōma no Shinryakusha!?                                                       | Ōnuma Shin                               | 12     | Chuyển thể từ light novel cùng tên của Takehaya.                                                   |
| 2014          | Girl Friend (Kari)                                                               | Hayashi Naotaka                          | 12     | Chuyển thể từ game điện thoại cùng tên của CyberAgent.                                             |
| 2015          | Yurikuma Arashi                                                                  | Kunihiko Ikuhara                         | 12     | Tác phẩm gốc                                                                                       |
| 2015          | Chaos Dragon                                                                     | Tachibana Hideki Matsune Masato          | 12     | Chuyển thể từ game nhập vai Red Dragon, đồng sản xuất với CONNECT.                                 |
| 2015          | Non Non Biyori Repeat                                                            | Kawatsura Shin'ya                        | 12     | Phần tiếp theo của Non Non Biyori.                                                                 |
| 2015          | Fate/kaleid liner Prisma Illya 2wei Herz!                                        | Ōnuma Shin Jinbo Masato                  | 10     | Phần tiếp theo của Fate/kaleid liner Prisma Illya 2wei!.                                           |
| 2015          | Rakudai Kishi no Cavalry                                                         | Ōnuma Shin Tamamura Jin                  | 12     | Chuyển thể từ light novel cùng của Misora Riku, đồng sản xuất với Nexus.                           |
| 2015          | Shomin Sample                                                                    | Jinbo Masato                             | 12     | Chuyển thể từ light novel cùng tên của Nanatsuki Takafumi.                                         |
| 2015          | Tai-Madō Gakuen 35 Shiken Shōtai                                                 | Kawamura Tomoyuki                        | 12     | Chuyển thể từ light novel cùng tên của Yanagimi Tōki.                                              |
| 2016          | Anne Happy                                                                       | Ōnuma Shin                               | 12     | Chuyển thể từ manga cùng tên của Cotoji.                                                           |
| 2016          | Tanaka-kun wa Itsumo Kedaruge                                                    | Kawatsura Shin'ya                        | 12     | Chuyển thể từ manga cùng tên của Uda Nozomi.                                                       |
| 2016          | Fate/kaleid liner Prisma Illya 3rei!                                             | Ōnuma Shin Jinbo Masato Takahashi Ken    | 12     | Phần tiếp theo của Fate/kaleid liner Prisma Illya 2wei Herz!.                                      |
| 2016          | Ange Vierge                                                                      | Tamura Masafumi                          | 12     | Dựa trên game sưu tập thẻ cùng tên phát triển bởi Kadokawa và Sega. Đồng sản xuất với CONNECT.     |
| 2016          | Stella no Mahō                                                                   | Kawatsura Shin'ya                        | 12     | Chuyển thể từ manga Yonkoma cùng tên của Cloba.U.                                                  |
| 2016          | Brave Witches                                                                    | Takamura Kazuhiro                        | 12     | Ngoại truyện của Strike Witches.                                                                   |
| 2017          | Masamune-kun no Revenge                                                          | Minato Mirai                             | 12     | Chuyển thể từ manga cùng tên của Takeoka Hazuki.                                                   |
| 2017          | Chaos;Child                                                                      | Jinbo Masato                             | 12     | Chuyển thể từ visual novel Chaos;Child của 5pb.                                                    |
| 2017          | Busō Shōjo Machiavellism                                                         | Tachibana Hideki                         | 12     | Chuyển thể từ manga cùng tên của Kurokami Yūya. Đồng sản xuất với CONNECT.                         |
| 2017          | Battle Girl High School                                                          | Akitaya Noriaki                          | 12     | Dựa trên game xã hội mạng của COLOPL.                                                              |
| 2017          | Isekai Shokudō                                                                   | Jinbo Masato                             | 12     | Chuyển thể từ lighg novel cùng tên của Inuzuka Junpei.                                             |
| 2017          | Two Car                                                                          | Tamura Masafumi                          | 12     | Tác phẩm nguyên tác.                                                                               |
| 2017          | Imōto sae ireba ii.                                                              | Ōnuma Shin                               | 12     | Chuyển thể từ manga cùng tên của Hirasaka Yomi.                                                    |
| 2018          | Mitsuboshi Colors                                                                | Kawamura Tomoyuki                        | 12     | Chuyển thể từ manga cùng tên của Katsuwo.                                                          |
| 2018          | Death March Kara Hajimaru Isekai Kyōsōkyoku                                      | Ōnuma Shin                               | 12     | Chuyển thể từ light novel cùng tên của Ainana Hiro, đồng sản xuất với CONNECT.                     |
| 2018          | Butlers: Chitose Momotose Monogatari                                             | Takahashi Ken                            | 12     | Tác phẩm gốc                                                                                       |
| 2018          | Sunohara-sō no Kanrinin-san                                                      | Ōnuma Shin Minato Mirai                  | 12     | Chuyển thể từ manga cùng tên của Nekoume.                                                          |
| 2019          | Circlet Princess                                                                 | Tachibana Hideki                         | 12     | Dựa trên webgame cùng tên của DMM Games.                                                           |
| 2019          | Midara na Ao-chan wa Benkyō ga Dekinai                                           | Inoue Keisuke                            | 12     | Chuyển thể từ manga cùng tên của Kawahara Ren.                                                     |
| 2019          | Kenja no Mago                                                                    | Tamura Masafumi                          | 12     | Chuyển thể từ light novel cùng tên của Yoshioka Tsuyoshi.                                          |
| 2019          | Naka no Hito Genome Jikkyōchū                                                    | Ōnuma Shin                               | 12     | Chuyển thể từ manga cùng tên của Osora.                                                            |
| 2020          | Itai no wa Iya nano de Bōgyoryoku ni Kyokufuri Shitai to Omoimasu.               | Ōnuma Shin Minato Mirai                  | 12     | Chuyển thể từ light novel cùng tên của Yuumikan.                                                   |
| 2020          | Otome Gēmu no Hametsu Furagu Shika Nai Akuyaku Reijō ni Tensei Shiteshimatta...  | Inoue Keisuke                            | 12     | Chuyển thể từ light novel cùng tên của Yamaguchi Satoru.                                           |
| 2020          | Maō Gakuin no Futekigōsha                                                        | Ōnuma Shin Tamura Masafumi               | 13     | Chuyển thể từ light novel cùng tên của Shu.                                                        |
| 2020          | Kimi to Boku no Saigo no Senjō, Aruiwa Sekai ga Hajimaru Seisen                  | Ōnuma Shin Minato Mirai                  | 12     | Chuyển thể từ Series Light novel viết bời Sazane Kei.                                              |
| 2021          | Non Non Biyori Nonstop                                                           | Kawatsura Shin'ya                        | 12     | Phần tiếp theo của Non Non Biyori Repeat.                                                          |
| 2021          | Otome Gēmu no Hametsu Furagu Shika Nai Akuyaku Reijō ni Tensei Shiteshimatta...X | Inoue Keisuke                            | 12     | Phần tiếp theo của Otome Gēmu no Hametsu Furagu Shika Nai Akuyaku Reijō ni Tensei Shiteshimatta... |
| 2021          | Meikyū Black Company                                                             | Minato Mirai                             | 12     | Chuyển thể từ series manga bởi Yasumura Yōhei.                                                     |
| 2021          | Jahy-sama wa Kujikenai!                                                          | Minato Mirai                             | 20     | Chuyển thể từ manga series bởi Konbu Wakame.                                                       |
| 2021          | Sekai saikō no ansatsu-sha, isekai kizoku ni tensei-suru                         | Tamura Masafumi                          | 12     | Chuyển thể từ series light novel được viết bởi Tsukuyo Rui. Đồng sản xuất với Studio Palette.      |
| 2021          | Deep Insanity: The Lost Child                                                    | Shin Oonuma                              | 12     | Dựa theo tựa game di động được phát triển bởi Square Enix.                                         |
| 2022          | Sore de mo Ayumu wa Yosete Kuru                                                  | Minato Mirai                             | 12     | Chuyển thể từ series manga bởi Yamamoto Sōichirō.                                                  |
| 2022          | Shijō Saikyō no Dai Maō, Murabito A ni Tensei Suru                               | Minato Mirai                             | 12     | Chuyển thể từ series light novel được viết bởi Katō Myōjin. Đồng sản xuất với Blade.               |
| 2022          | Saikin Yatotta Meido ga Ayashii                                                  | Minato Mirai Hoshino Misuzu              | 11     | Chuyển thể từ manga của Wakame Konbu, đồng sản xuất với BLADE.                                     |
| 2023          | Itai no wa Iya nano de Bōgyoryoku ni Kyokufuri Shitai to Omoimasu. 2             | Oonuma Shin                              | 12     | Phần tiếp theo của Itai no wa Iya nano de Bōgyoryoku ni Kyokufuri Shitai to Omoimasu.              |
| 2023          | Maō Gakuin no Futekigōsha II                                                     | Ōnuma Shin Tamura Masafumi               |        | Phần tiếp theo của Maō Gakuin no Futekigōsha.                                                      |
| 2023          | Masamune-kun no Revenge R                                                        | Minato Mirai                             | 12     | Phần tiếp theo của Masamune-kun's Revenge.                                                         |
| 2023          | Lv1 Maō to One Room Yūsha                                                        | Inoue Keisuke                            | 12     | Chuyển thể từ manga của toufu, đồng sản xuất với Blade.                                            |
| 2023          | Ragna Crimson                                                                    | Takahashi Ken                            | 24     | Chuyển thể từ manga của Kobayashi Daiki.                                                           |
| 2023          | Tearmoon Teikoku Monogatari                                                      | Ibe Yūshi                                | 12     | Chuyển thể từ light novel của Mochitsuki Nozomu.                                                   |
| 2024          | Dosanko Gal wa Namaramenkoi                                                      | Minato Mirai, Hoshino Misuzu             | 12     | Chuyển thể từ manga của Ikada Kai, đồng sản xuất với Blade.                                        |
| 2024          | Kimi to Boku no Saigo no Senjō, Arui wa Sekai ga Hajimaru Seisen (mùa 2)         | Inaba Yuki                               |        | Chuyển thể từ light novel sáng tác bởi Sazane Kei; đồng sản xuất với Studio Palette.               |
| 2024          | Sasaki to Pī-chan                                                                | Minato Mirai                             | 12     | Chuyển thể từ manga của Buncololi và Kantoku.                                                      |
| 2024          | Yozakura-san Chi no Daisakusen                                                   |                                          |        | Chuyển thể từ manga của Gondaira Hitsuji.                                                          |
| 2025          | Princession Orchestra                                                            | Ōnuma Shin                               |        | Anime nguyên tác.                                                                                  |

### OVA / ONA
| Năm  | Tiêu đề                                                    | Đạo diễn                   | Số tập | Ghi chú                                                                         |
| ---- | ---------------------------------------------------------- | -------------------------- | ------ | ------------------------------------------------------------------------------- |
| 2011 | Baka to Test to Shōkanjū: Matsuri                          | Ōnuma Shin                 | 2      | Phần tiếp theo của Baka to Test to Shoukanjuu                                   |
| 2012 | Kyou no Asuka Show                                         | Masashi Kudo               | 20     | Chuyển thể từ bộ truyện tranh của Taishi Mori.                                  |
| 2012 | Otome wa Boku ni Koishiteru: Futari no Elder The Animation | Kawatsura Shin'ya          | 3      | Dựa trên visual novel của Caramel Box.                                          |
| 2012 | C³                                                         | Ōnuma Shin                 | 1      | Chuyển thể từ light novel cùng tên được viết bởi Minase Hazuki.                 |
| 2014 | Strike Witches: Operation Victory Arrow                    | Takamura Kazuhiro          | 3      | Phần tiếp theo của Strike Witches 2                                             |
| 2014 | BONJOUR♪ Koiaji Pâtisserie                                 | Akitaya Noriaki            | 24     | Dựa trên trò chơi điện tử của more games, đồng sản xuất với CONNECT.            |
| 2014 | Imawa no Kuni no Alice                                     | Tachibana Hideki           | 3      | Chuyển thể từ bộ shōnen manga cùng tên của Aso Haro. Đồng sản xuất với CONNECT. |
| 2015 | Strike the Blood: Valkyria no Ōkoku-hen                    | Yamamoto Hideyo, Aso Takao | 2      | Câu chuyện phụ của Strike the Blood, đồng sản xuất với CONNECT.                 |
| 2016 | Tanaka-kun wa Itsumo Kedaruge                              | Kawatsura Shin'ya          | 2      | Câu chuyện phụ của Tanaka-kun wa Itsumo Kedaruge.                               |
| 2016 | Strike the Blood II                                        | Yamamoto Hideyo            | 8      | Phần tiếp theo của Strike the Bloo, đồng sản xuất với CONNECT.                  |
| 2017 | Busō Shōjo Machiavellism                                   | Tachibana Hideki           | 1      | Đồng sản xuất với CONNECT.                                                      |
| 2019 | Fate/kaleid liner Prisma Illya: Prisma Phantasm            | Oonuma Shin                | 1      | Có liên quan đến Fate/kaleid liner Prisma Illya.                                |

### Phim điện ảnh
| Năm  | Tên                                                                           | Đạo diễn          | Chú thích                                                                                          |
| ---- | ----------------------------------------------------------------------------- | ----------------- | -------------------------------------------------------------------------------------------------- |
| 2017 | Chaos;Child: Silent Sky                                                       | Jinbo Masato      | Phần tiếp theo của Chaos;Child.                                                                    |
| 2017 | Fate/kaleid liner Prisma☆Illya Sekka no Chikai                                | Ōnuma Shin        | Phần tiếp theo của Fate/kaleid liner Prisma Illya 3rei!.                                           |
| 2018 | Non Non Biyori Vacation                                                       | Kawatsura Shin'ya | Phần tiếp theo của Non Non Biyori Repeat.                                                          |
| 2021 | Fate/kaleid liner Prisma Illya: Licht - Namae no Nai Shoujo                   | Oonuma Shin       | Phần tiếp theo của Fate/kaleid liner Prisma Illya: Sekka no Chikai.                                |
| 2023 | Otome Game no Hametsu Flag Shika Nai Akuyaku Reijō ni Tensei Shiteshimatta... | Inoue Keisuke     | Phần tiếp theo của Otome Game no Hametsu Flag Shika Nai Akuyaku Reijō ni Tensei Shiteshimatta... X |